# Komuna e Mitrovicës

Kommuns läge i Kosovo

Komuna e Mitrovicës är en kommun i distriktet Mitrovica i Kosovo.